# Rówienka (szczyt)
Rówienka (niem. Rübezahle Kegelbahn, 960 m n.p.m.) – szczyt w Karkonoszach, w obrębie Śląskiego Grzbietu.
Jest to słabo zaznaczone wzniesienie w północno-wschodniej części Śląskiego Grzbietu, leżące w bocznym ramieniu, odchodzącym od Smogorni ku północnemu wschodowi. Powyżej leży Suszyca, a niżej Czarna Góra, która przez Przełęcz pod Czołem łączy się z Czołem. Na wschód od Rówienki leży Karpacz.
Rówienka zbudowana jest z granitu karkonoskiego.
Porośnięta lasami świerkowymi.
Wschodnim zboczem Rówienki biegnie  niebieski szlak turystyczny Karpacza Górnego przez Starą Polanę, "Samotnię" i "Strzechę Akademicką" na Równię pod Śnieżką oraz  żółty szlak z Borowic przez Starą Polanę, Pielgrzymy, na Słonecznik. Rozpoczyna się tu szlak  i prowadzi do Borowic.